# Gerhard Richter (Botaniker)
Gerhard Richter (* 7. Dezember 1929 in Fritzlar; † 3. Dezember 2015) war ein deutscher Biologe, Botaniker und Hochschullehrer.

## Leben und Wirken
Richter studierte von 1949 bis 1954 an der Philipps-Universität in Marburg die Fächer Biologie, Chemie und Physiologische Chemie und promovierte dort 1956 zum Dr. phil. Von 1957 bis 1960 ging er zur Weiterbildung u. a. nach Wilhelmshaven, Brüssel, Chicago und Pasadena. 1961 wurde er Assistent und 1962 Dozent an der Universität Tübingen, und 1968 wurde er dort Außerplanmäßiger Professor am Botanischen Institut. Bereits 1962 richtete er dort ein für molekulare pflanzliche Forschungen ausgestattetes Labor ein; dort wurde insbesondere zum Nukleinsäure-Stoffwechsel und dessen zentraler Enzyme bei Algen und Zellkulturen höherer Pflanzen geforscht. Richter verfasste dort das erste Buch zur Stoffwechselphysiologie der Pflanzen, erschienen 1969.
Im Jahre 1969 wurde Richter an die Technische Universität Hannover berufen, als Lehrstuhlinhaber und Direktor des dortigen Instituts für Botanik sowie als Mitglied der Medizinischen Hochschule Hannover. In diesen Funktionen wirkte er bis zu seiner Emeritierung im Jahre 1998. Von 1991 bis 1993 leitete er daneben als Dekan den Fachbereich Biologie. Richters Hauptinteresse galt der Pflanzenbiochemie und -physiologie, aber sein Fachwissen reichte von der Chemie über die Medizin bis zur Molekularbiologie und Biotechnologie. So war er u. a. als Mitglied der Medizinischen Hochschule Hannover einer der Initiatoren des damals in Deutschland erstmaligen Modellstudiengangs Biochemie.

## Lehr- und Fachbücher
Drei seiner Werke sind besonders bekannt. Das 1969 erschienene Lehrbuch Stoffwechselphysiologie der Pflanzen, der sogenannte „kleine Richter“, inzwischen in mindestens sechs (1997) überarbeiteten Neuauflagen erschienen und in mehrere Fremdsprachen übersetzt, und das 1996 erschienene Werk Biochemie der Pflanzen, der sogenannte „große Richter“, wurden Standardlehrbücher für Generationen von Biologen und Biochemikern. Im Jahre 2003 folgte Praktische Biochemie. Alle drei erschienen im Georg Thieme Verlag.